# エレン・イン
エレン・イン（Ellen Yin）は、アメリカ合衆国のテレビアニメ『ザ・バットマン』に登場するシーズン2までのバットマンの相棒。
声の出演は原語版ではミン・ナが演じ、エリサ・マーザと同様に日本語版では加藤優子が吹き替えを務めた。

## キャラクター
メトロポリス市警からゴッサムシティ市警に配属された女刑事。男勝りの性格でエリート街道を駆け上がって来た。配属後にブルース・ウェインの友人イーサン・ベネットの相棒となる。髪型はポニーテールで赤い上着を着ている。当初は刑事としての使命感からかバットマンを自警団として敵視し逮捕しようとする。その後、イーサンがジョーカーによりクレイフェイスに変貌させられたため、イーサンを救うべくバットマンと協力することになり以降はかつてエリサがそうであったように警察の立場から相棒として共に悪人達と戦った。ベネットがクレイフェイス化する前にベネットがジョーカーにより浚われた際にもベネットを救う為にバットマンに協力している。一般人であり銃以外に武器は装備していないものの身体能力は高く素手でもロビンやバットガールに引けをとらない活躍をしている。
シーズン3以降は登場することはなく、その後の消息は2027年にゴッサム市警本部長に就いているとされる以外は不明である。しかし、直接の上司である本部長のジェームズ・ゴードンは登場している。

## 戦闘能力
オリジナルのエリサ・マーザの戦力が高かくエリサの戦力を間接的に受け継いでいるため基本的に戦闘能力は高く射撃の腕も抜群である。運動能力も高くハリウッド映画並みのアクションシーンを披露している。リドラーとの戦いでは武装したリドラーの部下数人をほぼ素手のみで一掃する実力を見せている。ただし、エリサが設定上はジョーカー以上の戦力を持っていたのに対し、ジョーカーに勝てないことを考えるとエリサよりも戦闘能力は劣ることになる。さらに、エリサのように妖精や勇者を覚醒させる特殊能力なども持ち合わせていない。